# Sneakers (rockorkester)
Sneakers var et dansk rockorkester, der eksisterede fra maj 1979 til februar 1985, samt ved en genforening i 1998. Bandet oplevede stor succes i begyndelsen af 1980'erne. Orkesteret spillede musik med inspiration i amerikansk vestkystrock med rytmisk accentuerede numre med guitar og keyboards i centrum sammen med Sanne Salomonsens markante vokal.
Blandt gruppens hits er "Sui-Sui" og specielt "Woodoo". Sneakers gjorde for alvor Sanne Salomonsen til et popidol.

## Historie
Sneakers blev dannet i maj 1979 i København af keyboardspilleren Morten Kærså og guitaristen Poul Halberg som hovedfigurer. Året efter kom Salomonsen med, og orkesteret udgav sit første album, Sneakers. Det blev en succes, der blev fulgt op året efter af det endnu mere populære Sui-Sui med numre som "Bellevue" og albummets titelnummer. Med Sanne Salomonsen i centrum optrådte orkesteret i Danmark med stor succes.
Der udkom yderligere to studiealbum, og der var gjort klar til udsendelse af et livealbum, der dog ikke blev til noget, idet orkesteret opløstes i februar 1985. I årene efter blev der udsendt flere opsamlingsalbum, og enkelte numre er i den forbindelse udsendt i liveversioner. Sneakers blev genforenet i kort tid i 1998 til fordel for opsamlingen Sneakers Greatest (1997), og optrådte på Grøn Koncert samt Midtfyns Festival samme år.
Efter Sneakers' opløsning har medlemmerne fortsat været markante på den danske scene i orkestre som Moonjam, Halberg Larsen, Danseorkestret og flere andre, mens Salomonsen først og fremmest har spillet som solist.

## Medlemmer
- Morten Kærså – keyboards og vokal (1979-1985)
- Sanne Salomonsen – vokal (1979-1985)
- Klaus Menzer – trommer (1979-1985)
- Jacob Andersen – percussion (1979-1985)
- Poul Halberg – el-guitar (1979-1980)
- Moussa Diallo el-bas (1979-1980)
- Mikkel Nordsø – el-guitar (1980-1985)
- Christian Dietl – el-bas (1980-1985)

## Diskografi

### Originale studiealbum
- Sneakers (1980)
- Sui-Sui (1981)
- Rou'let (1982)
- Katbeat (1984)

### Opsamlingsalbum
- Sneakers / Sui-Sui (1988) – de to første studiealbum samlet på en cd
- Totale (1994)
- Sneakers Greatest (1997) 2CD
- Woodoo (2005)
- Tag med mig (2005)
- De kender ikke Jimmi (2005)
- Sneakers & Sanne Salomonsen (2008) 3CD
- Dejlige danske... Sneakers (2008) 2CD

## Film
I 1985 lavede Ole Roos en dokumentarfilm om gruppen med titlen Sneakers - Back Stage, som kun blev vist i biografen.